# Michael Ostermann
Michael Ostermann (* 15. Mai 1945 in Tegernsee; † 4. Januar 2014 in Oberaudorf) war ein deutscher Komponist, Dirigent, Musiker und Autor.

## Leben
Michael Ostermann wurde 1945 in Tegernsee geboren und machte bereits mit 16 Jahren als Schüler des humanistischen Maxgymnasiums in München seine ersten Kompositionsversuche. Ein Jahr später wurde er als Jungstudent in den Fächern Tonsatz und Klavier im Richard-Strauss-Konservatorium in München aufgenommen.
Nach dem Abitur studiert er an der Musikhochschule München Dirigieren bei Jan Koetsier und Kurt Eichhorn. In den Nebenfächern belegt er Klavier Tonsatz und Komposition. 1967 komponierte Michael Ostermann während seines Studiums eine Hochzeitsmesse für Vokalquartett und Kammerorchester.
Von 1970 an arbeitet er als Kapellmeister am Stadttheater Sankt Gallen, dem Stadttheater Hildesheim und dem Staatstheater Kassel. Am Stadttheater Hildesheim lernte er die bayrische Schauspielerin Henny Lock-Ostermann (geborene Henriette Lock) kennen. Aus der Ehe gingen die drei Kinder Merit Ostermann, Ruth-Maria Ostermann und Clemens Victor Ostermann († 2007) hervor. Ab 1979 macht sich Michael Ostermann in München selbstständig, als Komponist, Musikerzieher, Chorleiter und Liedbegleiter. Ab 1993 lebte der Künstler in Dachau.
Michael Ostermann verstarb im Januar 2014 an den Folgen einer Krebserkrankung in der Klinik Bad Trissl. Am 10. Januar 2014 wurde er auf dem Waldfriedhof München beigesetzt.
Sein Schaffensspektrum erstreckte sich von Kammermusik über Sinfonien bis zu Bühnenstücken und literarischen Werken. Zu seinen späteren Kompositionen zählen geistliche Lieder für Chor und Instrumente. Besondere Aufmerksamkeit erregten seine 12 Geistlichen Gesänge sowie seine Sinfonie der Anbetung, die Michael Ostermann aufgrund einer Krebserkrankung nicht mehr realisieren konnte.

## Werke
- Deutscher Tanz Klaviersolo, München 1970.
- Beda und Poldi 1916 Ein Schauspiel mit Musik.
- Sonate für Violoncello und Klavier
- Zwölf Minitrios für junge Spieler
- Sonate für Saxophon und Klavier
- Klaviertrio Dachau 1997.
- Dolores De Rodillo Erzählung mit Musik. Kreta 2003.
- 12 Geistliche Gesänge
- Sinfonie der Anbetung Orchester, Mezzosopran, Bass und Chor
- Die Ballade vom armen Wanderer Ein musikalisches Märchen für Mezzosopran, Chor und Kammerensemble. Dachau 2012.